# 27. Goya-gála
A 27. Goya-gála során a 2012-ben bemutatott spanyol filmeket értékelték. A jelölteket az Academy of Cinematographic Arts and Sciences of Spain választotta ki. A madridi Marriott Auditorium Hotelben tartott ceremóniát a Televisión Española közvetítette 2013. február 17-én.A műsor házigazdája Eva Hache volt. A jelöltek listáját 2013. január 8-án hozták nyilvánosságra.A gála során Concha Velasco kapta meg a tiszteletbeli Goya-díjat.

## Győztesek és jelöltek
A nyertesek félkövérrel jelölve.

### Fő díjak
| Legjobb film | Legjobb rendező |
| --- | --- |
| - Hófehérke - El artista y la modelo - Hetes osztag - A lehetetlen | - Juan Antonio Bayona – A lehetetlen - Pablo Berger – Hófehérke - Fernando Trueba – El artista y la modelo - Alberto Rodríguez – Hetes osztag |
| Legjobb férfi főszereplő | Legjobb női főszereplő |
| - José Sacristán – El muerto y ser feliz - Daniel Giménez Cacho – Hófehérke - Jean Rochefort – El artista y la modelo - Antonio de la Torre – Hetes osztag                                   | - Maribel Verdú – Hófehérke - Aida Folch – El artista y la modelo - Naomi Watts – A lehetetlen - Penélope Cruz – Világra jőve |
| Legjobb férfi mellékszereplő | Legjobb női mellékszereplő |
| - Julián Villagrán – Hetes osztag - Josep Maria Pou – Hófehérke - Antonio de la Torre – Invasor - Ewan McGregor – A lehetetlen                                                               | - Candela Peña – Péntek Barcelonában - Ángela Molina – Hófehérke - María León – Carmina megoldja - Chus Lampreave – El artista y la modelo |
| Legjobb új színész | Legjobb új színésznő |
| - Joaquín Núñez – Hetes osztag - Emilio Gavira – Hófehérke - Àlex Monner – Els nens salvatges - Tom Holland – A lehetetlen                                                                   | - Macarena García – Hófehérke - Carmina Barrios – Carmina megoldja - Cati Solivellas – Els nens salvatges - Estefanía de los Santos – Hetes osztag |
| Legjobb eredeti forgatókönyv | Legjobb adaptált forgatókönyv |
| - Hófehérke – Pablo Berger - El artista y la modelo – Fernando Trueba, Jean-Claude Carrière - Hetes osztag – Rafael Cobos, Alberto Rodríguez - A lehetetlen – Sergio G. Sánchez, María Belón | - Tad Jones csudálatos kalandjai – Javier Barreira, Gorka Magallón, Ignacio del Moral, Jordi Gasull, Neil Landau - A vég – Jorge Guerricaechevarría, Sergio G. Sánchez - Invasor – Javier Gullón, Jorge Arenillas - Téged akarlak! – Ramón Salazar Hoogers - Todo es silencio – Manuel Rivas |
| Legjobb iberoamerikai film | Legjobb európai film |
| - Juan, a zombivadász – Kuba/Spanyolország - 7 doboz – Paraguay - Después de Lucía – Mexikó - A kis ellenálló – Argentína                                                                    | - Életrevalók – Franciaország - Rozsda és csont – Franciaország/Belgium - A házban – Franciaország - A szégyentelen – Egyesült Királyság |
| Legjobb új rendező | Legjobb animációs film |
| - Enrique Gato – Tad Jones csudálatos kalandjai - Paco León – Carmina megoldja - Oriol Paulo – A hulla - Isabel de Ocampo – Evelyn                                                           | - Tad Jones csudálatos kalandjai - El corazón del roble - Az apostol - The Wish Fish |

### Egyéb díjak
| Legjobb operatőr | Legjobb vágás |
| --- | --- |
| - Hófehérke – Kiko de la Rica - El artista y la modelo – Daniel Vilar - A lehetetlen – Óscar Faura - Hetes osztag – Álex Catalán | - A lehetetlen – Elena Ruiz, Bernat Villaplana - Hófehérke – Fernando Franco - El artista y la modelo – Marta Velasco - Hetes osztag – José M. G. Moyano - Invasor – David Pinillos, Antonio Frutos |
| Legjobb látványtervezés | Legjobb gyártásvezető |
| - Hófehérke – Alain Bainée - El artista y la modelo – Pilar Revuelta - A lehetetlen – Eugenio Caballero - Hetes osztag – Pepe Domínguez del Olmo | - A lehetetlen – Sandra Hermida Muñiz - Hófehérke – Josep Amorós - El artista y la modelo – Angélica Huete - Hetes osztag – Manuela Ocón |
| Legjobb hang | Legjobb vizuális effektusok |
| - A lehetetlen – Peter Glossop, Marc Orts, Oriol Tarragó - Invasor – Sergio Burmann, Nicolás de Poulpiquet, James Muñoz - El artista y la modelo – Pierre Gamet, Nacho Royo-Villanova, Eduardo García Castro - Hetes osztag – Daniel de Zayas Ramírez, Nacho Royo-Villanova, Pelayo Gutiérrez | - A lehetetlen – Pau Costa, Félix Bergés - Hófehérke – Reyes Abades, Ferrán Piquer - Invasor – Reyes Abades, Isidro Jiménez - Hetes osztag – Juan Ventura |
| Legjobb jelmeztervezés | Legjobb smink |
| - Hófehérke – Paco Delgado - El artista y la modelo – Lala Huete - Hetes osztag – Fernando García - Picasso bandája – Vicente Ruiz | - Hófehérke – Sylvie Imbert, Fermín Galán - El artista y la modelo – Sylvie Imbert, Noé Montés - A lehetetlen – Alessandro Bertolazzi, David Martí, Montse Ribé - Hetes osztag – Yolanda Piña |
| Legjobb eredeti filmzene | Legjobb eredeti dal |
| - Hófehérke – Alfonso Vilallonga - Hetes osztag – Julio de la Rosa - Tad Jones csudálatos kalandjai - Álex Martínez, Zacarías M. de la Riva - A lehetetlen – Fernando Velázquez | - '"No te puedo encontrar"' (Pablo Berger, Juan Gómez "Chicuelo") – Hófehérke - "Líneas paralelas" (Víctor M. Peinado, Pablo Cervantes Gutiérrez, Pablo José Fernández Brenes) – Els nens salvatges - "L'as Tu Vue?" (Alfonso Albacete, Juan Bardem Aguado) – Picasso bandája - "Te voy a esperar" (Juan Magán) – Tad Jones csudálatos kalandjai |
| Legjobb rövidfilm | Legjobb animációs rövidfilm |
| - Aquel no era yo - La boda - Ojos que no ven - Voice Over | - El vendedor de humo - Alfred y Anna - La mano de Nefertiti - ¿Por qué desaparecieron los dinosaurios? |
| Legjobb dokumentumfilm | Legjobb rövid dokumentumfilm |
| - Hijos de las nubes, la última colonia - Contra el tiempo - Los mundos sutiles - Mapa | - A Story for the Modlins - El violinista de Auschwitz - Las viudas de Ifni - Un cineasta en La Codorniz |

## Fordítás
- Ez a szócikk részben vagy egészben  a(z)   27th Goya Awards című angol Wikipédia-szócikk fordításán alapul.  Az eredeti cikk szerkesztőit annak laptörténete sorolja fel. Ez a jelzés csupán a megfogalmazás eredetét és a szerzői jogokat jelzi, nem szolgál a cikkben szereplő információk forrásmegjelöléseként.